# Bima
Die Bima (hebräisch בִּימָה Bīmah, pl. בִּימוֹת Bīmōt, deutsch ‚Bühne[n]‘, von altgriechisch τὸ βῆμα Bēma, deutsch ‚Stufe‘, oder auch Almemor, hebräisch אַלְמֵימָר Almejmar, deutsch ‚Kanzel‘) ist der Platz in einer Synagoge, von dem aus die Tora während des Gottesdienstes verlesen wird. Bima und Toraschrein bilden dabei die liturgisch-funktionalen Zentren im Gottesdienst.

## Beschreibung
In der Regel besteht die Bima aus einem erhöhten Pult oder Podium, einem Tisch (Schulchan, hebräisch שֻׁלְחָן Šulḥān, deutsch ‚Tisch‘), um die Tora dort aufzulegen, sowie jeweils einer Treppe für den Auf- und Abgang.
Bei den Aschkenasim ist die Bima traditionell im Zentrum der Synagoge situiert. Die zentrale Position wurde im 19. Jahrhundert zum Kennzeichen orthodoxer Synagogen, während in liberalen jüdischen Gemeinden die Bima zum Toraschrein an die Ostseite gerückt und dort mit dem Toraschrein – und zumeist mit einer Kanzel – zu einer Estrade vereint angeordnet wurde.
Bei den Sephardim wird das Lesepult Tevah (hebräisch תֵּבָה Tēḇāh / Tevah, pl. תֵּבוֹת Tēḇōt / Tevōt, deutsch ‚Kasten [Kästen], Pult[e]‘) genannt und befindet sich traditionell an der dem Toraschrein gegenüberliegenden Seite des Synagogenraums.
Bei den Sephardim leitet der Vorbeter den Gottesdienst von der Tevah, bei den Aschkenasim vom Amud.

## Stützbima
In der polnisch-litauischen Adelsrepublik entwickelte sich ab der zweiten Hälfte des 16. Jahrhunderts ein eigenständiger, baugeschichtlich völlig neuartiger Aufbau einer Synagoge. Dabei stehen auf einem quadratischen Bima-Podium in der Mitte der Synagoge in den Eckbereichen vier massive Säulen. Die Kapitelle dieser Säulen sind mit Rundbögen verbunden, die ein Wandgeviert tragen, das nach oben mit einem Gesims abgeschlossen ist. Von diesem Gesims spannen Tonnengewölbe zu den Außenwänden. Die ganze Struktur kann als steinerner Baldachin aufgefasst werden.
Die Stützbima gelangte im polnischen Synagogenbau bis in das 19. Jahrhundert zur Anwendung und wurde auch in anderen Ländern übernommen.

## Galerie

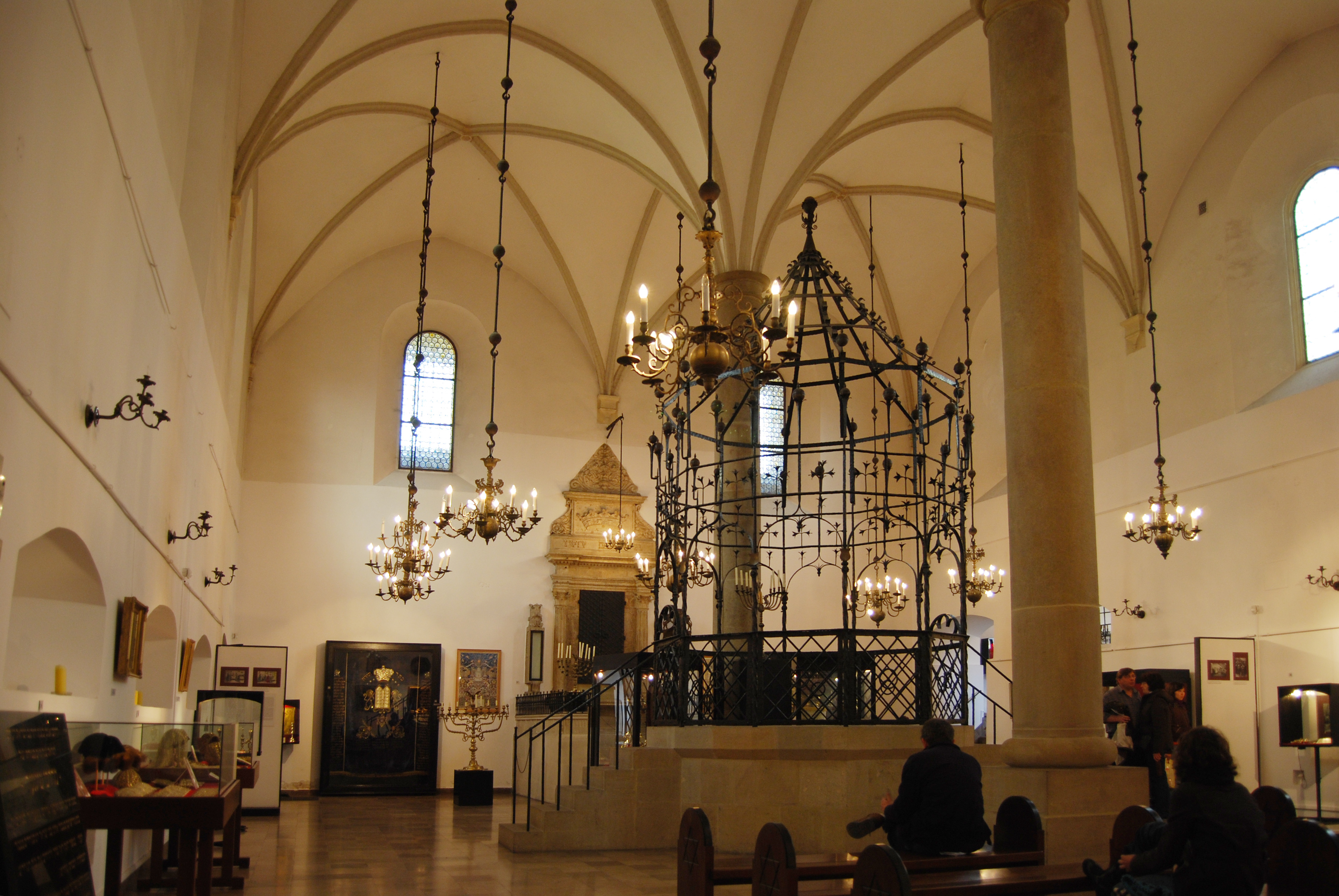
Alte Synagoge in Krakau mit freistehender Bima in der Mitte des Raumes
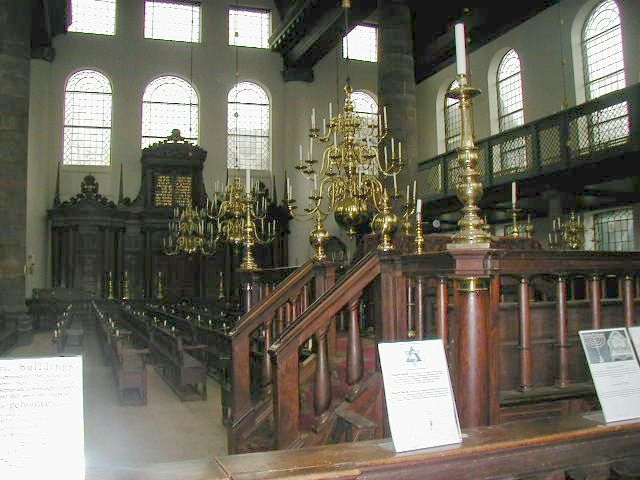
Sephardische Synagoge in Amsterdam, im Vordergrund die Tevah
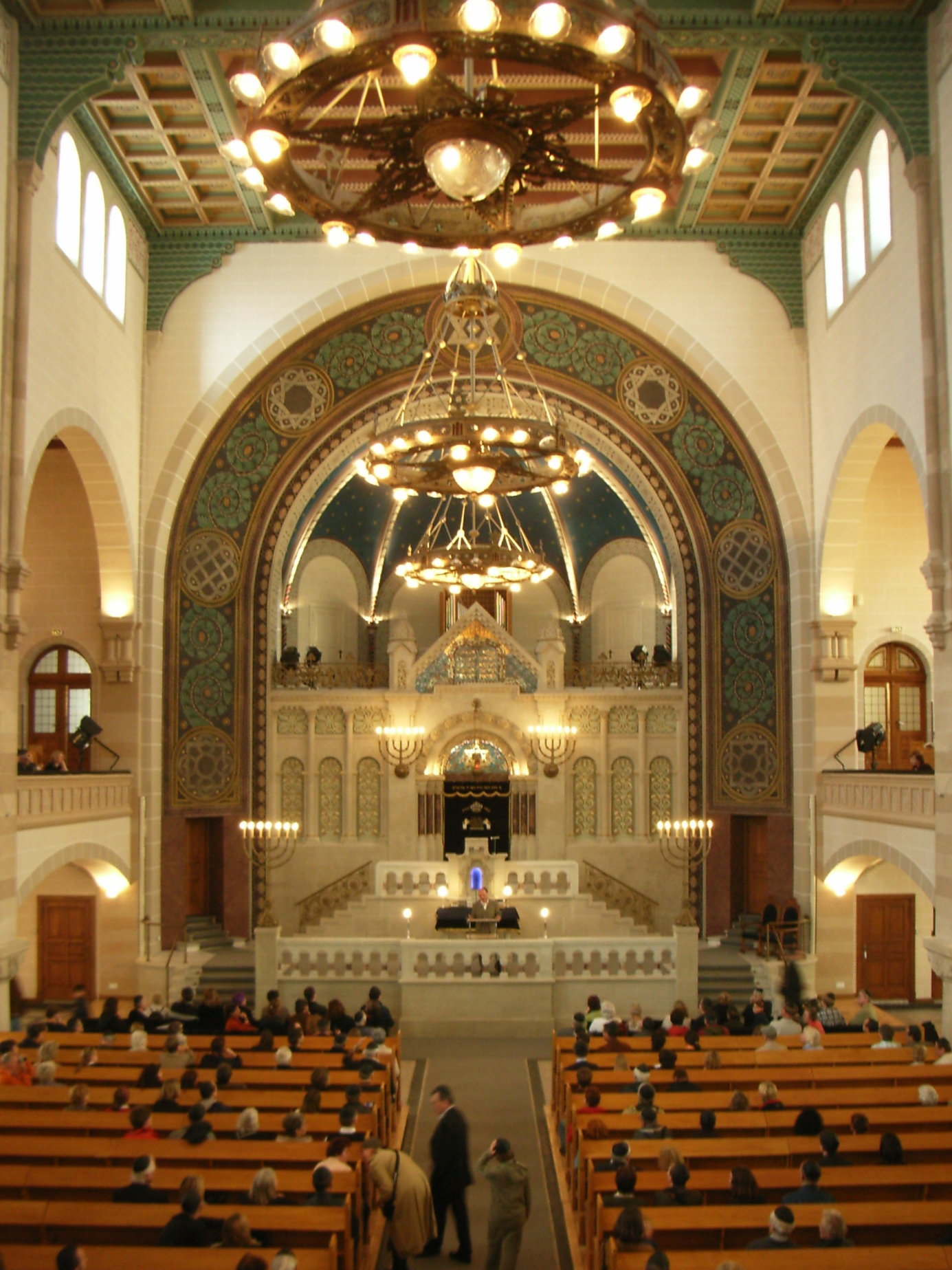
Synagoge Rykestraße in Berlin mit einer Estrade aus Toraschrein, Kanzel und Lesepult
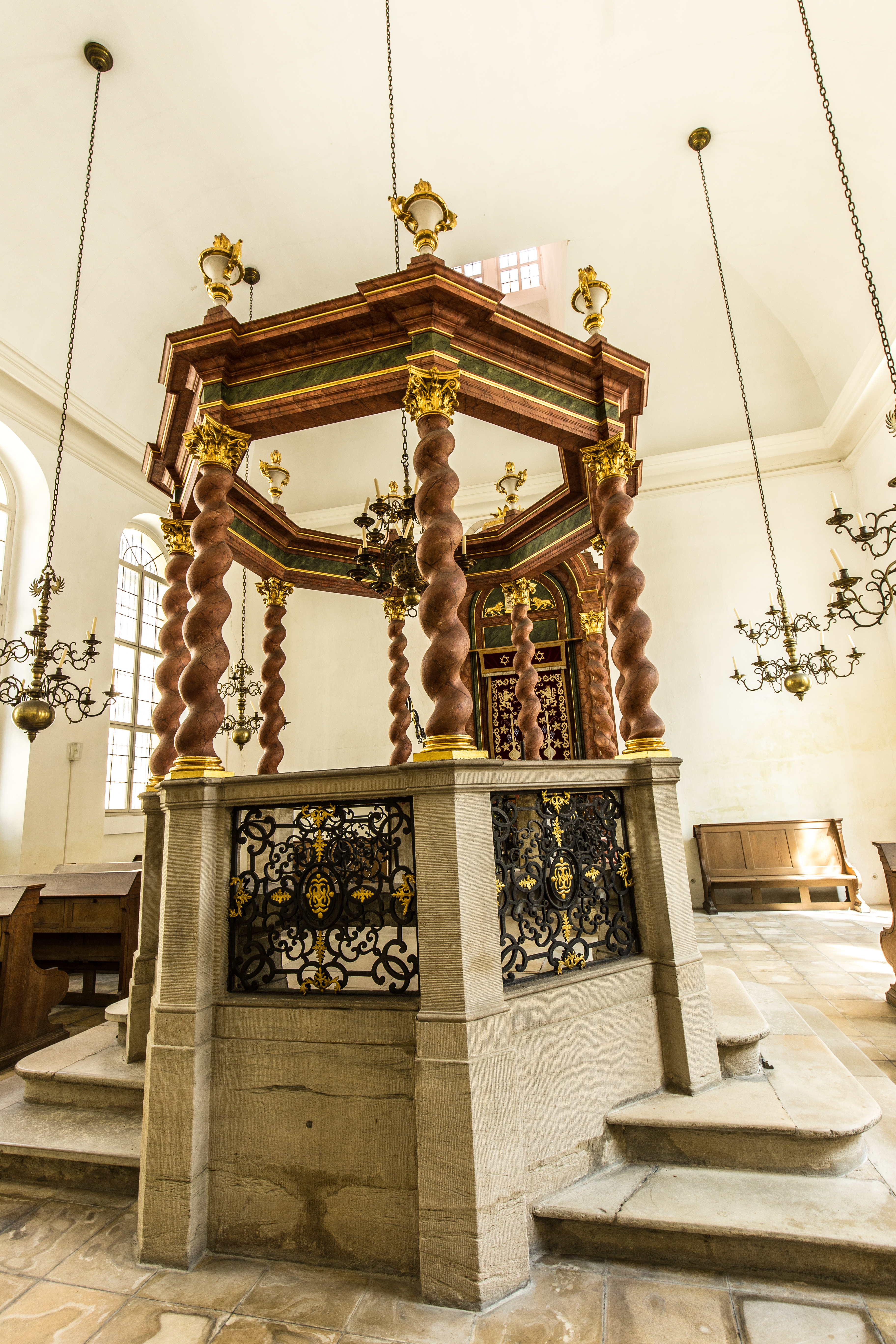
Synagoge in Ansbach, zentrale Bima mit achteckiger Steinbrüstung und acht gedrehten marmorierten Holzsäulen
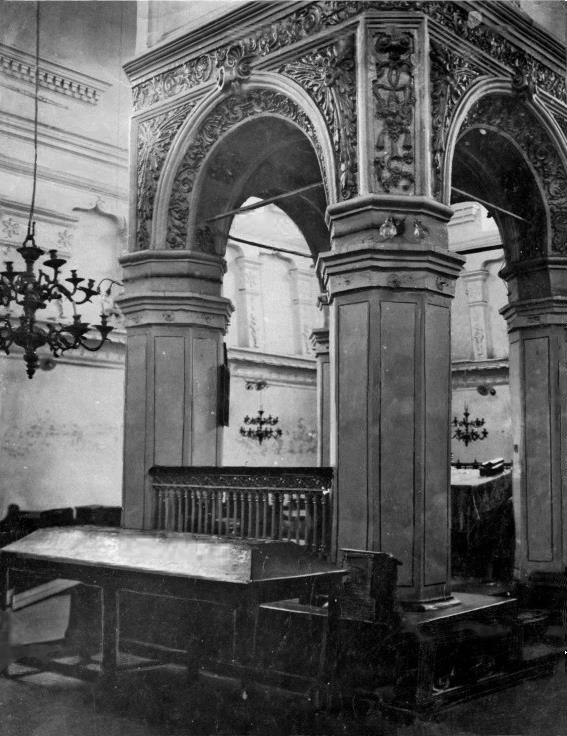
Stützbima in der Großen Synagoge von Luzk (1912)
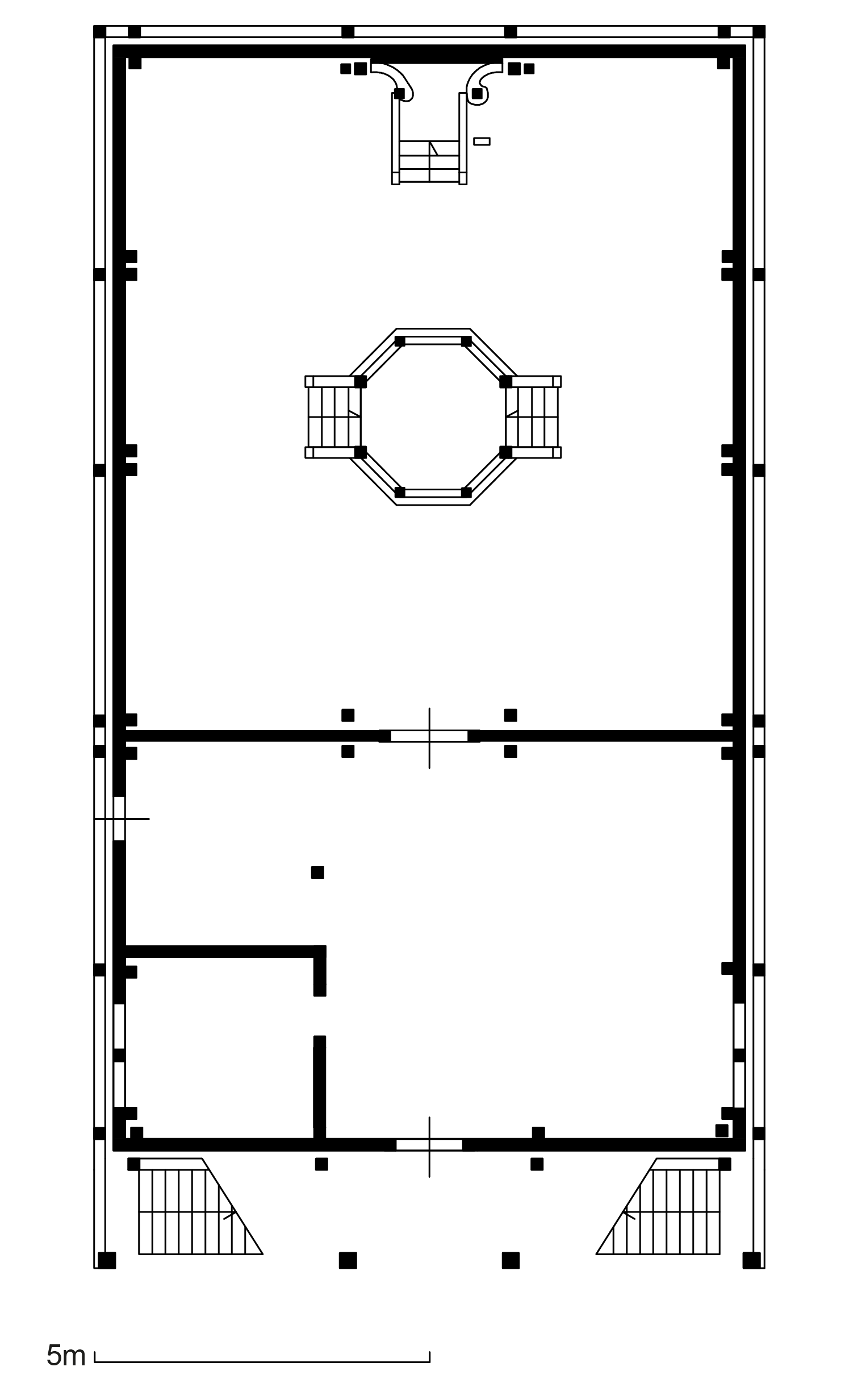
Rekonstruierter Grundriss der hölzernen Synagoge in Pilica, im Zentrum des oberen Raumes unterhalb des Toraschreins befindet sich die Bima nach aschkenasischem Ritus